# U 174
U 174 war ein deutsches U-Boot vom Typ IX C, welches im Zweiten Weltkrieg von der Kriegsmarine eingesetzt wurde. Es lief am 21. August 1941 vom Stapel bei der DeSchiMAG und wurde am 26. November 1941 in Dienst gestellt.
Das Boot wurde am 27. April 1943 im Nordatlantik, südlich von Neufundland bei den Koordinaten 43° 35′ N, 56° 18′ W, von einer Lockheed Ventura (Pilot Leutnant Thomas Kinaszczuk) des Geschwaders VP-125 der United States Navy versenkt. Kommandant Oblt.z.S. Wolfgang Grandefeld und alle weiteren 52 Besatzungsmitglieder kamen ums Leben.

## Einsätze
Die erste Unternehmung begann somit am 7. Oktober 1942 in Kiel und endete am 9. Januar 1943 in Lorient. Während dieser Reise versenkte Kommandant Ulrich Thilo fünf Schiffe, darunter die Zaandam.
Am Montag, dem 2. November 1942, befand sich die Zaandam unter dem Kommando von Kapitän Jacob Matthias Stamperius auf einer Überfahrt von Beira (Mosambik) über Kapstadt (Südafrika) nach New York. Das Schiff war am 21. Oktober aus Kapstadt ausgelaufen. Neben 7000 Tonnen Kupfer und Chromit hatte das Schiff weitere 600 Tonnen Fracht geladen. An Bord befanden sich 112 Besatzungsmitglieder, 18 Artilleristen der United States Navy Armed Guard (USNAG) sowie 169 größtenteils US-amerikanische Passagiere.
Die Mehrheit der Passagiere waren Überlebende von fünf Handelsschiffen, die kurz vor Kapstadt von deutschen U-Booten versenkt wurden. 15 stammten von dem Frachtdampfer Coloradan, versenkt von U 159, 40 von dem Frachtdampfer Examelia, versenkt von U 68, 41 von dem Frachtdampfer Chickasaw City, versenkt von U 172, 31 von dem Tanker Swiftsure, versenkt von U 68, und neun von dem Motorschiff Firethorn, versenkt von U 172. Die ersten vier waren unter der Flagge der USA, das letztgenannte unter der Flagge Panamas gefahren. Ebenfalls als Passagier an Bord war der 56-jährige Jan Pieter Wepster, ein langjähriger Kommandant von Holland-America-Schiffen, der auch Kapitän der Volendam gewesen war, als diese im August 1940 mit evakuierten britischen Kindern an Bord von U 60 torpediert worden war.